# Campeonato Ecuatoriano de Fútbol 1972
El Campeonato Ecuatoriano de Fútbol 1972, conocido oficialmente como «Campeonato Nacional de Fútbol 1972», fue la 14.ª edición del Campeonato nacional de fútbol profesional de la Serie A en Ecuador. El torneo fue organizado por la Asociación Ecuatoriana de Fútbol (hoy Federación Ecuatoriana de Fútbol) y contó con la participación de los 8 equipos de fútbol. Por primera vez hubo descenso a mitad de año, bajaban los 2 últimos.
Emelec se coronó campeón por cuarta vez en su historia.
Esta edición estuvo marcada particularmente por el primer descenso de Liga Deportiva Universitaria, que perdió la categoría luego de más de 12 años ininterrumpidos en Primera División. Sin embargo era necesario aclarar que Liga Deportiva Universitaria no descendía por demérito deportivo, (el descendido debió ser Macará), sino por el pedido burocrático de disminuir los equipos de Pichincha.

## Sistema de juego
El campeonato nacional corrió riesgo de obesidad: varios dirigentes del fútbol querían 18 equipos en primera; la férrea oposición de Asociación de Fútbol No Amateur de Pichincha (AFNA) y de su presidente, Galo de la Torre, y el consiguiente apoyo de la Asociación de Fútbol del Guayas mantuvieron su inauguración en estado de suspensión.
El Campeonato comenzó recién en junio de 1972; se jugó en la Serie A con Barcelona, Emelec, Liga Deportiva Universitaria, El Nacional, Universidad Católica, América, Macará y Olmedo para la primera etapa y luego en la segunda etapa con Barcelona, Emelec, Liga Deportiva Universitaria de Portoviejo, Liga Deportiva Universitaria, El Nacional, Deportivo Quito, América y Macará.
En total son 2 equipos de la Costa y 6 equipos de la Sierra para la primera etapa y luego son 3 equipos de la Costa y 5 equipos de la Sierra para la segunda etapa solamente para la Serie A.
En la Serie B, 9 de Octubre, Guayaquil Sport, Liga Deportiva Universitaria de Portoviejo, Juventud Italiana, Deportivo Quito, Politécnico, América de Ambato y Deportivo Cuenca para la primera etapa y luego en la segunda etapa con 9 de Octubre, Guayaquil Sport, Juventud Italiana, Universidad Católica, Politécnico, América de Ambato, Olmedo y Deportivo Cuenca.
En total son 4 equipos de la Costa y 4 equipos de la Sierra para la primera etapa y luego son 3 equipos de la Costa y 5 equipos de la Sierra para la segunda etapa solamente para la Serie B.
En total son 6 equipos de la Costa y 10 equipos de la Sierra en general.
La primera etapa se jugó con partidos de ida y vuelta entre los 8 equipos de cada división. Una vez disputados los 14 juegos por equipo, descendieron los 2 peores ubicados. Asimismo, de la Serie B ascendieron a media temporada los 2 mejores. Los 2 equipos ganadores de cada etapa clasificaron automáticamente al triangular final.
En el caso de los equipos de la AFNA, el peor ubicado contra el segundo de la Serie B. El ganador jugó a su vez con el vencedor de la segunda categoría de Pichincha y vicecampeón de la Serie B, para definir qué equipo formaría parte de la serie de privilegio el siguiente año.

## Primera etapa

### Relevo anual de clubes
| Pos.  | de la Serie A      |
| ----- | ------------------ |
| 1º    | 9 de Octubre       |
| 2º    | Deportivo Quito    |
| Prom. | Politécnico        |
| Prom. | Liga de Portoviejo |
| Prom. | Juventud Italiana  |
| Prom. | Deportivo Cuenca   |
| Prom. | Norte América      |
| Prom. | Brasil             |

### Datos de los clubes
| Equipo               | Ciudad    | Provincia  |
| -------------------- | --------- | ---------- |
| América de Quito     | Quito     | Pichincha  |
| Barcelona            | Guayaquil | Guayas     |
| El Nacional          | Quito     | Pichincha  |
| Emelec               | Guayaquil | Guayas     |
| Liga de Quito        | Quito     | Pichincha  |
| Macará               | Ambato    | Tungurahua |
| Olmedo               | Riobamba  | Chimborazo |
| Universidad Católica | Quito     | Pichincha  |

### Equipos por ubicación geográfica
| Provincia  | N.º | Equipos                                                                 |
| ---------- | --- | ----------------------------------------------------------------------- |
| Pichincha  | 4   | - América de Quito - El Nacional - Liga de Quito - Universidad Católica |
| Guayas     | 2   | - Barcelona - Emelec                                                    |
| Chimborazo | 1   | - Olmedo                                                                |
| Tungurahua | 1   | - Macará                                                                |

| Barcelona Emelec Universidad Católica Liga de Quito El Nacional América de Quito Olmedo Macará |

### Partidos y resultados
| Local/Visita         | AME | BAR | NAC | EME | LDU | MAC | OLM | CAT |
| -------------------- | --- | --- | --- | --- | --- | --- | --- | --- |
| América de Quito     |     | 1-0 | 0-0 | 1-0 | 1-0 | 1-3 | 2-2 | 1-3 |
| Barcelona            | 2-1 |     | 2-0 | 2-2 | 3-0 | 2-1 | 3-1 | 4-1 |
| El Nacional          | 2-2 | 3-1 |     | 3-0 | 3-1 | 5-2 | 8-3 | 1-0 |
| Emelec               | 0-0 | 0-0 | 3-1 |     | 1-1 | 0-0 | 4-1 | 1-0 |
| Liga de Quito        | 1-1 | 2-2 | 1-4 | 1-1 |     | 3-2 | 3-1 | 3-2 |
| Macará               | 2-1 | 0-2 | 1-0 | 2-2 | 0-1 |     | 4-2 | 3-2 |
| Olmedo               | 1-3 | 1-0 | 3-3 | 0-1 | 1-1 | 3-3 |     | 1-0 |
| Universidad Católica | 1-0 | 2-1 | 0-0 | 0-2 | 1-0 | 1-1 | 4-0 |     |

#### Desempate por el segundo lugar
| Local/Visita | Emelec |
| ------------ | ------ |
| Barcelona    | 1-0    |

### Tabla de posiciones
|  |  |    | Equipo               | PJ | PG | PE | PP | GF | GC | DG  | PTS |
|  |  | -- | -------------------- | -- | -- | -- | -- | -- | -- | --- | --- |
|  |  | 1. | El Nacional          | 14 | 7  | 4  | 3  | 33 | 19 | +14 | 18  |
|  |  | 2. | Barcelona            | 14 | 7  | 3  | 4  | 24 | 15 | +9  | 17  |
|  |  | 3. | Emelec               | 14 | 5  | 7  | 2  | 17 | 12 | +5  | 17  |
|  |  | 4. | Macará               | 14 | 5  | 4  | 5  | 24 | 25 | -1  | 14  |
|  |  | 5. | América de Quito     | 14 | 4  | 5  | 5  | 15 | 17 | -2  | 13  |
|  |  | 6. | Liga de Quito        | 14 | 4  | 5  | 5  | 18 | 23 | -5  | 13  |
|  |  | 7. | Universidad Católica | 14 | 5  | 2  | 7  | 17 | 18 | -1  | 12  |
|  |  | 8. | Olmedo               | 14 | 2  | 4  | 8  | 20 | 39 | -19 | 8   |

PJ = Partidos jugados; PG = Partidos ganados; PE = Partidos empatados; PP = Partidos perdidos; GF = Goles a favor; GC = Goles en contra; DG = Diferencia de gol; PTS = Puntos
|  | Clasificó al Triangular final.                |
|  | Disputaron el Desempate por el segundo lugar. |
|  | Descendieron a la Serie B.                    |

## Segunda etapa

### Relevo semestral de clubes
Por primera vez dos equipos provenientes de la Serie B ascendieron a la Serie A. Se trata de Liga Deportiva Universitaria de Portoviejo, campeón del Campeonato Nacional de la Primera etapa de la Serie B de 1972 acompañado por Deportivo Quito, por ende, el sistema de ascenso y descenso se implementó completamente.
| Pos. | de la Primera etapa de la Serie A |
| ---- | --------------------------------- |
| 7º   | Universidad Católica              |
| 8º   | Olmedo                            |

| Pos. | de la Primera etapa de la Serie B |
| ---- | --------------------------------- |
| 1º   | Liga de Portoviejo                |
| 2º   | Deportivo Quito                   |

### Datos de los clubes
| Equipo             | Ciudad     | Provincia  |
| ------------------ | ---------- | ---------- |
| América de Quito   | Quito      | Pichincha  |
| Barcelona          | Guayaquil  | Guayas     |
| Deportivo Quito    | Quito      | Pichincha  |
| El Nacional        | Quito      | Pichincha  |
| Emelec             | Guayaquil  | Guayas     |
| Liga de Portoviejo | Portoviejo | Manabí     |
| Liga de Quito      | Quito      | Pichincha  |
| Macará             | Ambato     | Tungurahua |

### Equipos por ubicación geográfica
| Provincia  | N.º | Equipos                                                            |
| ---------- | --- | ------------------------------------------------------------------ |
| Pichincha  | 4   | - América de Quito - Deportivo Quito - El Nacional - Liga de Quito |
| Guayas     | 2   | - Barcelona - Emelec                                               |
| Manabí     | 1   | - Liga de Portoviejo                                               |
| Tungurahua | 1   | - Macará                                                           |

| Liga de Portoviejo Barcelona Emelec Liga de Quito El Nacional Deportivo Quito América de Quito Macará |

### Partidos y resultados
| Local/Visita       | AME | BAR | QUI | NAC | EME | LDUP | LDU | MAC |
| ------------------ | --- | --- | --- | --- | --- | ---- | --- | --- |
| América de Quito   |     | 1-0 | 1-1 | 0-1 | 0-0 | 1-1  | 2-4 | 0-1 |
| Barcelona          | 3-1 |     | 6-0 | 3-0 | 4-2 | 1-1  | 2-0 | 3-2 |
| Deportivo Quito    | 1-2 | 1-0 |     | 2-1 | 0-0 | 3-1  | 2-2 | 2-1 |
| El Nacional        | 1-0 | 1-1 | 1-3 |     | 0-2 | 1-0  | 1-2 | 3-0 |
| Emelec             | 3-1 | 3-1 | 2-2 | 0-0 |     | 0-0  | 2-0 | 7-2 |
| Liga de Portoviejo | 0-1 | 1-1 | 2-1 | 2-2 | 2-3 |      | 1-1 | 1-0 |
| Liga de Quito      | 0-2 | 0-1 | 3-3 | 2-1 | 1-3 | 4-3  |     | 0-0 |
| Macará             | 2-1 | 2-0 | 1-2 | 1-1 | 1-1 | 0-3  | 1-1 |     |

### Tabla de posiciones
|  |  |    | Equipo             | PJ | PG | PE | PP | GF | GC | DG  | PTS |
|  |  | -- | ------------------ | -- | -- | -- | -- | -- | -- | --- | --- |
|  |  | 1. | Emelec             | 14 | 7  | 6  | 1  | 28 | 14 | +14 | 20  |
|  |  | 2. | Barcelona          | 14 | 7  | 3  | 4  | 26 | 15 | +11 | 17  |
|  |  | 3. | Deportivo Quito    | 14 | 6  | 5  | 3  | 23 | 23 | 0   | 17  |
|  |  | 4. | El Nacional        | 14 | 5  | 4  | 5  | 14 | 16 | -2  | 14  |
|  |  | 5. | Liga de Portoviejo | 14 | 3  | 6  | 5  | 18 | 19 | -1  | 12  |
|  |  | 6. | América de Quito   | 14 | 4  | 3  | 7  | 13 | 18 | -5  | 11  |
|  |  | 7. | Liga de Quito      | 14 | 3  | 5  | 6  | 18 | 24 | -6  | 11  |
|  |  | 8. | Macará             | 14 | 3  | 4  | 7  | 14 | 25 | -11 | 10  |

PJ = Partidos jugados; PG = Partidos ganados; PE = Partidos empatados; PP = Partidos perdidos; GF = Goles a favor; GC = Goles en contra; DG = Diferencia de gol; PTS = Puntos
 NOTA: Macará debería haber descendido pero al existir la regla que para el año 1973 sólo debían haber máximo cuatro equipos una misma asociación provincial, es por ello que Liga de Quito (peor ubicado entre los equipos de Pichincha en la Serie A) disputó el partido de promoción contra la Universidad Católica (mejor ubicado entre los equipos de Pichincha en la Serie B) para definir la relegación a la Serie B. Universidad Católica ganó la serie por lo que ascendió a la Primera División y Liga de Quito descendió tras perder el partido de promoción con la Universidad Católica por lo que descendió a Segunda Categoría.
|  | Clasificó al Triangular final.                                                                                                  |
|  | Disputó los Juegos de Promoción para poder disputar en la 1.ª fase ante el subcampeón de la Serie B 1972.                       |
|  | Disputó los Juegos de Promoción para poder disputar en el triangular ante el 7.º puesto de la Segunda Etapa de la Serie B 1972. |

## Triangular final

### Partidos y resultados
| Local/Visita | BAR | NAC | EME |
| ------------ | --- | --- | --- |
| Barcelona    |     | 3-3 | 2-1 |
| El Nacional  | 3-0 |     | 2-2 |
| Emelec       | 5-1 | 1-0 |     |

### Tabla de posiciones
|      |  |    | Equipo      | PJ | PG | PE | PP | GF | GC | DG | PTS |
| ---- |  | -- | ----------- | -- | -- | -- | -- | -- | -- | -- | --- |
| (C)  |  | 1. | Emelec      | 4  | 2  | 1  | 1  | 9  | 5  | +4 | 5   |
| (SC) |  | 2. | El Nacional | 4  | 1  | 2  | 1  | 8  | 6  | +2 | 4   |
|      |  | 3. | Barcelona   | 4  | 1  | 1  | 2  | 6  | 12 | -6 | 3   |

PJ = Partidos jugados; PG = Partidos ganados; PE = Partidos empatados; PP = Partidos perdidos; GF = Goles a favor; GC = Goles en contra; DG = Diferencia de gol; PTS = Puntos
| (C)  | Campeón, clasificó a la Copa Libertadores 1973.    |
| (SC) | Subcampeón, clasificó a la Copa Libertadores 1973. |

### Campeón
|                                      |
|                                      |
| Campeón Club Sport Emelec 4.º título |

## Juegos de Promoción (Guayas)
| Fecha    | Equipo          | Resultado | Equipo          |
| -------- | --------------- | --------- | --------------- |
| 07.01.73 | Everest         | 0-0       | Guayaquil Sport |
| 24.01.73 | Guayaquil Sport | 1-0       | Everest         |

 NOTA: Para esta etapa se jugó en una sola fase la única fase se jugó el campeón de la Segunda Categoría del Guayas de 1972, que fue Everest contra el equipo que sea guayaquileño en que se ubicó en la cuarta posición de la Segunda etapa de la Serie B 1972, que fue Guayaquil Sport, el ganador se enfrentó ante el campeón de la Segunda Categoría del Guayas de 1972; siempre y cuando este sea de Guayaquil en caso de que dicho equipo logró pasar esta fase en este caso Guayaquil Sport ascendió a la Serie A para la temporada de 1973, mientras el perdedor en este caso Everest permaneció en la Segunda Categoría del Guayas.

### Clasificación final
|                                            |                                                       |
| Guayaquil Sport Ascendió a la Serie A 1973 | Everest Permaneció en la Segunda Categoría del Guayas |

## Juegos de Promoción (Pichincha)

### 1.ª fase
| Fecha    | Equipo               | Resultado | Equipo               |
| -------- | -------------------- | --------- | -------------------- |
| 14.01.73 | Universidad Católica | 2-0       | Liga de Quito        |
| 19.01.73 | Liga de Quito        | 1-1       | Universidad Católica |
| 28.01.73 | Liga de Quito        | 1-2       | Universidad Católica |

### 2.ª fase
| Fecha    | Equipo               | Resultado | Equipo               |
| -------- | -------------------- | --------- | -------------------- |
| 04.02.73 | Universidad Católica | 4-0       | Aucas                |
| 11.02.73 | Aucas                | 1-1       | Universidad Católica |

 NOTA: Para esta etapa se jugó en 2 fases la 1.ª fase jugó el subcampeón de la Serie B de 1972, que fue Universidad Católica contra el equipo que sea quiteño en que se ubicó en la posición más baja del Campeonato Ecuatoriano de Fútbol de la Serie A de 1972, que fue Liga Deportiva Universitaria, en la 2.ª fase el ganador de la fase anterior se enfrentó ante el campeón de la Segunda Categoría de Pichincha de 1972; siempre y cuando este sea de Quito en caso de que dicho equipo logró pasar estas 2 fases en este caso Universidad Católica ascendió a la Serie A para la temporada de 1973, mientras los perdedores en este caso Liga Deportiva Universitaria descendió a la Segunda Categoría de Pichincha para la temporada de 1973 y Aucas permaneció en la Segunda Categoría de Pichincha.

### Clasificación final
|                                                                                 |                                                 |                                                       |
| Liga Deportiva Universitaria Descendió a la Segunda Categoría de Pichincha 1973 | Universidad Católica Ascendió a la Serie A 1973 | Aucas Permaneció en la Segunda Categoría de Pichincha |

## Juegos de Promoción (Tungurahua)

### 1.ª fase
| Fecha    | Equipo            | Resultado | Equipo            |
| -------- | ----------------- | --------- | ----------------- |
| 25.03.73 | América de Ambato | 4-0       | San Antonio       |
| 01.04.73 | Macará            | 1-0       | América de Ambato |
| 08.04.73 | Macará            | 11-1      | San Antonio       |

### 2.ª fase
| Fecha    | Equipo            | Resultado | Equipo      |
| -------- | ----------------- | --------- | ----------- |
| 22.04.73 | América de Ambato | 0-2       | Macará      |
| 29.04.73 | Macará            | 6-1       | San Antonio |

 NOTA: Para esta etapa se jugó en 2 fases la 1.ª fase jugó el equipo que sea ambateño en que se ubicó en la posición más baja de la Serie B de 1972, que fue América de Ambato contra el campeón de la Segunda Categoría de Tungurahua de 1972, que fue San Antonio, en la 2.ª fase el ganador de la fase anterior se enfrentó ante el equipo en que se ubicó en la posición más baja de la Serie B de 1972; siempre y cuando este sea de Ambato en caso de que dicho equipo logró pasar estas 2 fases en este caso Macará permaneció en la Serie A, mientras los perdedores en este caso América de Ambato descendió a la Segunda Categoría de Tungurahua para la temporada de 1973 y San Antonio permaneció en la Segunda Categoría de Tungurahua.

### Clasificación final
|                                 |                                                                       |                                                              |
| Macará Permaneció en la Serie A | América de Ambato Descendió a la Segunda Categoría de Tungurahua 1973 | San Antonio Permaneció en la Segunda Categoría de Tungurahua |

## Juegos de Promoción (Chimborazo)
| Fecha    | Equipo            | Resultado | Equipo            |
| -------- | ----------------- | --------- | ----------------- |
| 06.05.73 | Atlético Riobamba | 0-0       | Olmedo            |
| 09.05.73 | Olmedo            | 0-0       | Atlético Riobamba |

 NOTA: Para esta etapa se jugó en una sola fase la única fase se jugó el campeón de la Segunda Categoría de Chimborazo de 1972, que fue Atlético Riobamba contra el equipo que sea riobambeño en que se ubicó en la sexta posición de la Segunda etapa de la Serie B 1972, que fue Olmedo, el ganador se enfrentó ante el campeón de la Segunda Categoría de Chimborazo de 1972; siempre y cuando este sea de Riobamba en caso de que dicho equipo logró pasar esta fase en este caso Atlético Riobamba ascendió a la Serie A para la temporada de 1973, mientras el perdedor en este caso Olmedo descendió a la Segunda Categoría de Chimborazo para la temporada de 1973.

### Clasificación final
|                                              |                                                            |
| Atlético Riobamba Ascendió a la Serie A 1973 | Olmedo Descendió a la Segunda Categoría de Chimborazo 1973 |

## Goleadores
| Jugador          | Equipo    | Goles |
| ---------------- | --------- | ----- |
| Nelsinho         | Barcelona | 15    |
| Pedro Pablo León | Barcelona | 14    |
| Luis Lamberck    | Emelec    | 12    |